# Alessandro Rangoni
Alessandro Rangoni (Modena, 24 ottobre 1578 – Modena, 25 aprile 1640) è stato un vescovo cattolico italiano.

## Biografia
Era figlio del cavaliere Gherardo Rangoni e di Lucia Boschetti (?-1634).
Seguì lo zio Claudio, vescovo di Reggio Emilia, quando nel 1598 divenne nunzio apostolico in Polonia. Nel 1605 Dimitri I divenne zar di tutte le Russie e papa Clemente VIII inviò a Mosca Alessandro con lo scopo di riunire la chiesa greca a quella latina. Con l'assassinio dello zar nel 1606, Alessandro venne richiamato in Polonia, non avendo potuto adempiere al suo mandato.
Rientrato a Roma nel 1607, presenziò alla consegna della porpora al cardinale Ferdinando Gonzaga e nel 1623 fu nominato governatore di Forlì. Il 28 febbraio 1628 venne nominato vescovo di Modena, nella cui città celebrò due sinodi, nel 1630 e nel 1637.
Morì a Modena nel 1640.

## Genealogia episcopale
La genealogia episcopale è:
- Arcivescovo Filippo Archinto
- Papa Pio IV
- Cardinale Giovanni Antonio Serbelloni
- Cardinale Carlo Borromeo
- Cardinale Gabriele Paleotti
- Cardinale Ludovico de Torres
- Cardinale Guido Bentivoglio d'Aragona
- Vescovo Alessandro Rangoni